# Grästjärnen (Skogs socken, Ångermanland)
Grästjärnen är en sjö i Kramfors kommun i Ångermanland och ingår i Nätraån-Ångermanälvens kustområde.